# Михалич (Варненская область)
Михалич (болг. Михалич) — село в Болгарии. Находится в Варненской области, входит в общину Вылчи-Дол. Население составляет 764 человека.

## Политическая ситуация
В местном кметстве Михалич, в состав которого входит Михалич, должность кмета (старосты) исполняет Желез Николов Янчев (Болгарская социалистическая партия (БСП)) по результатам выборов правления кметства.
Кмет (мэр) общины Вылчи-Дол — Веселин Янчев Василев (независимый) по результатам выборов в правление общины.